# النزهة (محافظة الجموم)
النزهة قرية سعودية، في محافظة الجموم بمنطقة مكة المكرمة. تقع في شمال مكة المكرمة بمسافة تقارب ( ) كم.

## وصلات خارجية
- مكة المكرمة
- محافظة جدة
- محافظة الكامل